# Octopus gorgonus
Octopus gorgonus is een inktvissensoort uit de familie van de Octopodidae. De wetenschappelijke naam van de soort werd voor het eerst geldig gepubliceerd in 2007 door Huffard.